# العشبة القاسية
العشبة القاسية أو القَطَّاب هو جنس من نباتات أوراسية وشمال إفريقيا في النجيلية.